# Vlad Ghizdăreanu
Vlad Ghizdăreanu (n. 21 noiembrie 1980), este un arbitru de baschet și fost baschetbalist român. El a absolvit Liceul Teoretic Alexandru Ioan Cuza din București, a jucat baschet pentru Granitul București în Divizia C și Divizia B.